# Richard G. Butler
Pour les articles homonymes, voir Butler.
Cet article possède un paronyme, voir Richard Butler (homonymie).
Richard Girnt Butler (23 février 1918 - 8 septembre 2004) est un ingénieur américain et suprémaciste blanc. Après s'être consacré au mouvement de l'identité chrétienne, une branche raciste de l'israélisme britannique, Butler fonde les nations aryennes néonazies et devient l'un des dirigeants les plus connus et les plus influents de l'extrême droite américaine.

## Vie et carrière idéologique
Butler est né à Denver, Colorado de Winfred Girnt et Clarence Butler. Son père était d'origine anglaise, tandis que sa mère était d'origine allemande et anglaise. Il est élevé à Los Angeles, et après avoir obtenu son diplôme d'études secondaires en 1938, devient ingénieur en génie aéronautique au Los Angeles City College. Il est un des co-inventeur de la réparation rapide de pneus sans chambre à air, pour laquelle il détenait des brevets américains et canadiens. 
Butler est un ancien membre des Silver Shirts, une organisation fasciste américaine calquée sur les chemises brunes nazies, qui a été active jusqu'à sa suppression à la suite de l'attaque japonaise sur Pearl Harbor. 
Alors qu'il est membre d'une église presbytérienne, il épouse Betty Litch en 1941, avec qui il a deux filles. Litch décède le 1er décembre 1995 après 54 ans de mariage. Après Pearl Harbor, Butler s'enrôle dans le Army Air Corps où il sert aux États-Unis pendant la Seconde Guerre mondiale.
En 1946, Butler exploite une usine de machines pour la production et l'usinage de précision de pièces automobiles et d'assemblages de moteurs pour avions commerciaux et militaires aux États-Unis, en Afrique et en Inde. Butler est analyste marketing pour les nouvelles inventions de 1964 à 1973 et devient plus tard ingénieur senior de fabrication pour Lockheed Martin à Palmdale, en Californie.
Au début des années 1970, il déménage avec sa famille de Palmdale au nord de l'Idaho, où il fonde les Nations aryennes, également connue sous le nom de Church of Jesus Christ-Christian, dont l'idéologie est un mélange d'identité chrétienne et de nazisme.
Butler préconise la création d'un foyer national blanc dans le Nord-Ouest Pacifique, un plan appelé Ten Percent Solution (en français : « Solution à dix pour cent ») puis Northwest Territorial Imperative.
L'organisation opère sur une superficie de 81 000 m2 à Hayden Lake, une banlieue de la ville touristique de Coeur d'Alene, qui est devenu le centre d'un réseau néo-nazi avec des liens mondiaux. À partir des années 1980, Butler est impliqué dans des complots visant à renverser le gouvernement américain et il entretient des liens avec le groupe néonazi connu sous le nom de The Order.
Butler organise des rassemblements annuels de suprémacistes blancs dans son complexe en Idaho qu'il appelle le « Congrès mondial des nations aryennes » (Aryan Nations World Congress). À leur apogée en 1984-1986, plusieurs centaines de personnes y assistent, dont la plupart des dirigeants bien connus de l'extrême droite américaine, tels que Klansman Louis Beam, le chef de la Résistance aryenne blanche Tom Metzger, Gordon « Jack » Mohr, Robert E. Miles, Le chef du Posse Comitatus James Wickstrom, Thomas Robb, le grand sorcier Don Black et John Trochmann, chef de la milice du Montana,,,.
En 1987, Butler fait partie des quatorze militants d'extrême droite « inculpés pour complot séditieux » par le Département américain de la Justice et leur procès a lieu devant un tribunal fédéral de l'Arkansas. Cependant, « les procureurs n'ont pas réussi à convaincre un jury de l'Arkansas que Butler et plusieurs autres racistes de premier plan avaient comploté pour déclencher une guerre raciale ». 
En 2000, Victoria et Jason Keenan, une mère et son fils amérindiens,, harcelés sous la menace d'une arme par les membres des Aryans Nations – en partie en leur demandant s'ils étaient des Amérindiens  – réussissent a poursuivre Butler. Représentés par l'avocat local Norm Gissel et Morris Dees (du Southern Poverty Law Center, Montgomery), ils remportent un jugement civil combiné de 6,3 millions de dollars de Butler et des membres des nations aryennes qui les ont attaqués. Butler doit ensuite vendre le complexe. En septembre 2000, Vincent Bertollini, un ami millionnaire de Sandpoint, fournit à Butler une nouvelle maison à Hayden, en Idaho. 
Butler décède à son domicile le 8 septembre 2004. Un porte-parole des Nations aryennes déclare qu'il était mort dans son sommeil d'une insuffisance cardiaque congestive. Au moment de sa mort, les Nations aryennes comptaient 200 membres, le Congrès mondial de 2002 a attiré moins de 100 personnes, et lorsqu'il s'est présenté à la mairie, il a perdu par 2 100 voix contre 50.